# 浓毛鳞盖蕨
浓毛鳞盖蕨（学名：Microlepia tripinnata），为姬蕨科鳞盖蕨属下的一个植物种。